# Lankester Merrin
Padre Lankester Merrin è un personaggio immaginario creato da William Peter Blatty nel suo romanzo L'esorcista. La sua figura si ispira a padre Pierre Teilhard de Chardin.
Nel libro e nel film da esso tratto, dove è interpretato da Max von Sydow, egli è molto anziano e malato di cuore; ciononostante impiega tutte le sue forze nel tentativo di liberare la piccola Regan MacNeil dal malvagio demone Pazuzu che ha preso possesso di lei. Ma il suo cuore non regge e un infarto lo stronca. L'esorcismo viene comunque portato a termine da padre Damien Karras, a prezzo della sua vita.
Il personaggio di Merrin viene poi ripreso in un sequel, L'esorcista II - L'eretico (1977), dove appare in alcuni flashback, e in due prequel, L'esorcista - La genesi (2004) e Dominion: Prequel to the Exorcist (2005), nei quali, interpretato da Stellan Skarsgård, ricopre il ruolo di protagonista assoluto. Entrambi i film, seppure completamente differenti tra loro, raccontano le precedenti esperienze di esorcismo del sacerdote.

## Il personaggio nei diversi film

### L'esorcista
Nel primo film (in ordine di uscita ma non cronologico) la presenza in scena è breve, come nel romanzo, anche se il titolo allude palesemente a lui. È il primo personaggio che vediamo, nel prologo in Iraq dove, trovandosi davanti a una statua del demone Pazuzu, viene assalito dalla certezza di doverlo presto affrontare nuovamente (i suoi precedenti incontri col malefico demone saranno raccontati nei prequel). Lo rivediamo molto più avanti, nel momento in cui il vescovo di Georgetown e il rettore dell'Università locale, mossi dal bisogno di "avere qualcuno più esperto" per l'esorcismo che hanno autorizzato (cioè scavalcando Karras per via dei suoi problemi di fede), decidono di convocare proprio lui. Il libro dice che Merrin non apre nemmeno la lettera che gli viene consegnata, poiché ne conosce già il contenuto. Quindi accorre subìto a casa MacNeil, dove, dopo ore estenuanti di tentativi di esorcismo, un infarto lo uccide.

### L'esorcista II - L'eretico
In questo sequel, non riconosciuto come tale da Blatty né da William Friedkin, regista del primo film, Merrin appare in diversi flashback, alcuni dei quali lo ritraggono quando era giovane.

### L'esorcista - La genesi
Il film racconta una precedente esperienza di esorcismo di Lankester Merrin. Una scena toccante è quella in cui, per ordine di un ufficiale nazista, il sacerdote è costretto a selezionare 10 uomini da far uccidere. Piangendo, egli esegue questo ordine, poiché l'alternativa sarebbe lo sterminio di tutta la popolazione del paese in cui l'orribile scena si svolge. Questo episodio gli fa perdere la fede. Saranno gli avvenimenti successivi a fargliela ritrovare.

### Dominion: Prequel to the Exorcist
Questo film è, in sostanza, un'altra versione del precedente. Sono accomunati dalla sequenza della fucilazione di 10 uomini.

## Casting
Lo studio di produzione de L'esorcista aveva proposto per questa parte Marlon Brando: Friedkin si oppose, per via della eccessiva notorietà dell'attore, affermando che non voleva che la sua opera "diventasse un film di Marlon Brando". La scelta cadde poi su von Sydow.
John Boorman, il regista di L'esorcista II - L'eretico, convinse lo stesso von Sydow, dapprima riluttante, a riprendere il personaggio in questo film.
Paul Schrader per il suo Dominion volle Stellan Skarsgård. Il film venne respinto dalla casa produttrice e il regista fu sostituito da Renny Harlin. Il ruolo di protagonista rimase a Skarskård. Il titolo definitivo fu L'esorcista - La genesi.